# David Voss
David Voss (* 1978 in Bremen) ist ein deutscher Filmregisseur und Drehbuchautor.

## Leben und Wirken
David Voss wurde 1978 in Bremen geboren. Schon als Kind war er Schauspieler am Theater und beim Film. Nach seinem Abitur belegte David Voss Filmkurse an der Pariser Universität Paris 8 Vincennes-Saint Denis. Ab dem Jahr 2001 war er als Script/Continuity und Regieassistent in Wien tätig. Von 2007 bis 2014 studierte David Voss dann an der Filmakademie Baden-Württemberg im Fach Regie/Szenischer Film. Sein dortiger Abschlussfilm Die Kunst des Verlierens wurde für den Deutschen Kurzfilmpreis 2014 nominiert.

## Filmografie (Auswahl)
- 2011: Siebter Tag (Fernseh-Kurzfilm), (Regie und Buch)
- 2012: Welthungerhilfe – "Mach mehr aus deiner Zeit" (Werbespot)
- 2012: Fluch des Falken – Das Duell (Fernsehserie, Regie)
- 2014: Exit (Kurzfilm), (Regie und Buch)
- 2014: Die Kunst des Verlierens (Kurzfilm), (Regie und Buch)

## Auszeichnungen (Auswahl)
- 2014: Nominierung für den Deutschen Kurzfilmpreis für Die Kunst des Verlierens